# Halowe Mistrzostwa Czech w Lekkoatletyce 2023
Halowe Mistrzostwa Czech w Lekkoatletyce w 2023 – halowe zawody lekkoatletyczne organizowane przez Český atletický svaz, które odbyły się 18 i 19 lutego 2023 w Ostrawie.

## Rezultaty
| PB - rekord życiowy \| SB - najlepszy wynik w sezonie \| NR – halowy rekord kraju |

### Mężczyźni
| Konkurencja:              | 1. miejsce                                                                     | Rezultat | 2. miejsce                                                               | Rezultat | 3. miejsce                                                              | Rezultat |
| Bieg na 60 m              | Zdeněk Stromšík                                                                | 6,59     | Matyáš Koška                                                             | 6,70     | Filip Jarolímek                                                         | 6,72     |
| Bieg na 200 m             | Ondřej Macík                                                                   | 20,90    | Jiří Polák                                                               | 20,91    | Eduard Kubelík                                                          | 21,08    |
| Bieg na 400 m             | Matěj Krsek                                                                    | 46,14    | Vít Müller                                                               | 46,22    | Jan Tesař                                                               | 46,60    |
| Bieg na 800 m             | Daniel Kotyza                                                                  | 1:47,66  | Filip Šnejdr                                                             | 1:48,57  | Jakub Dudycha                                                           | 1:48,72  |
| Bieg na 1500 m            | Filip Sasínek                                                                  | 3:40,24  | Jan Friš                                                                 | 3:41,83  | Nico Boketta                                                            | 3:42,07  |
| Bieg na 3000 m            | Damián Vích                                                                    | 8:05,59  | Tomáš Habarta                                                            | 8:11,55  | Matěj Hřebačka                                                          | 8:15,01  |
| Bieg na 60 m przez płotki | Petr Svoboda                                                                   | 7,73     | David Ryba                                                               | 7,81     | Štěpán Schubert                                                         | 7,95     |
| Sztafeta 4 × 200 m        | VSK Univerzita Brno Jakub Toužín Daniel Kotyza David Kovář Jan Václav Ondráček | 1:28,44  | Slavia Praha Dominik Machotka Jakub Hofta Vojtěch Komárek Vojtěch Cihlář | 1:30,44  | SK Kotlářka Praha Jan Zuna Vojtěch Obhlídal František Bucha Jakub Řehák | 1:32,47  |
| Chód na 5000 m            | Vít Hlaváč                                                                     | 20:17,63 | Adam Zajíček                                                             | 20:34,03 | Lukáš Gdula                                                             | 20:41,46 |
| Skok wzwyż                | Jan Štefela                                                                    | 2,19     | Josef Adámek                                                             | 2,13     | Martin Vaněk Vít Molva                                                  | 2,01     |
| Skok o tyczce             | David Holý                                                                     | 5,50     | Dan Bárta                                                                | 5,40     | Matěj Ščerba                                                            | 5,30     |
| Skok w dal                | Radek Juška                                                                    | 7,87     | Petr Meindlschmid                                                        | 7,65     | David Jodl                                                              | 7,33     |
| Trójskok                  | Pavel Halátek                                                                  | 15,20    | Zdeněk Kubát                                                             | 15,03    | Martin Veselý                                                           | 14,76    |
| Pchnięcie kulą            | Tomáš Staněk                                                                   | 21,43    | Tadeáš Procházka                                                         | 17,45    | Jakub Forejt                                                            | 17,17    |
| Siedmiobój                | Ondřej Kopecký                                                                 | 6024     | Vilém Stráský                                                            | 5850     | Matyáš Franěk                                                           | 5246     |

### Kobiety
| Konkurencja:              | 1. miejsce                                                                        | Rezultat | 2. miejsce                                                                     | Rezultat | 3. miejsce                                                                                  | Rezultat |
| Bieg na 60 m              | Karolína Maňasová                                                                 | 7,36     | Natálie Kožuškaničová                                                          | 7,38     | Klára Sobotková                                                                             | 7,46     |
| Bieg na 200 m             | Lada Vondrová                                                                     | 23,36    | Natálie Kožuškaničová                                                          | 23,73    | Štěpánka Kolářová                                                                           | 23,94    |
| Bieg na 400 m             | Tereza Petržilková                                                                | 52,19    | Marcela Pírková                                                                | 52,86    | Nikola Bendová                                                                              | 53,48    |
| Bieg na 800 m             | Pavla Štoudková                                                                   | 2:05,32  | Kimberley Ficenec                                                              | 2:05,67  | Adéla Holubová                                                                              | 2:06,37  |
| Bieg na 1500 m            | Iveta Rašková                                                                     | 4:27,11  | Jana Matějková                                                                 | 4:27,48  | Pavla Štoudková                                                                             | 4:28,40  |
| Bieg na 3000 m            | Soňa Kouřilová                                                                    | 9:38,25  | Anita Žáková                                                                   | 9:39,04  | Barbora Lampová                                                                             | 9:40,78  |
| Bieg na 60 m przez płotki | Helena Jiranová                                                                   | 8,23     | Tereza Elena Šínová                                                            | 8,25     | Tereza Vokálová                                                                             | 8,25     |
| Sztafeta 4 × 200 m        | AK ŠKODA Plzeň Tereza Petržilková Viktorie Jánská Ema Šefránková Anežka Kárníková | 1:37,36  | Slavia Praha Tereza Marková Barbora Navrátilová Valerie Janků Zuzana Cymbálová | 1:40,29  | Sokol SG Plzeň-Petřín Lucie Zavadilová Anežka Voříšková Barbora Viktorová Veronika Sládková | 1:41,63  |
| Chód na 3000 m            | Štěpánka Pohlová Kučerová                                                         | 15:12,70 | Klára Hlaváčová                                                                | 15:27,59 | Johana Petříková                                                                            | 15:31,45 |
| Skok wzwyż                | Denisa Pešová                                                                     | 1,85     | Michaela Hrubá                                                                 | 1,85     | Klára Krejčiříková                                                                          | 1,82     |
| Skok o tyczce             | Amálie Švábíková                                                                  | 4,72     | Zuzana Pražáková                                                               | 4,10     | Nikola Pöschlová                                                                            | 4,00     |
| Skok w dal                | Michaela Kučerová                                                                 | 6,27     | Barbora Hůlková                                                                | 5,97     | Tereza Elena Šínová                                                                         | 5,87     |
| Trójskok                  | Emma Maštalířová                                                                  | 13,07    | Veronika Skalická                                                              | 13,07    | Michaela Hrubá                                                                              | 12,82    |
| Pchnięcie kulą            | Adéla Korečková                                                                   | 14,01    | Michaela Trčová                                                                | 13,98    | Blanka Tomášková                                                                            | 13,35    |
| Pięciobój                 | Barbora Zatloukalová                                                              | 4074     | Veronika Nedvědová                                                             | 3901     | Natálie Olivová                                                                             | 3791     |